# Bus Pirate

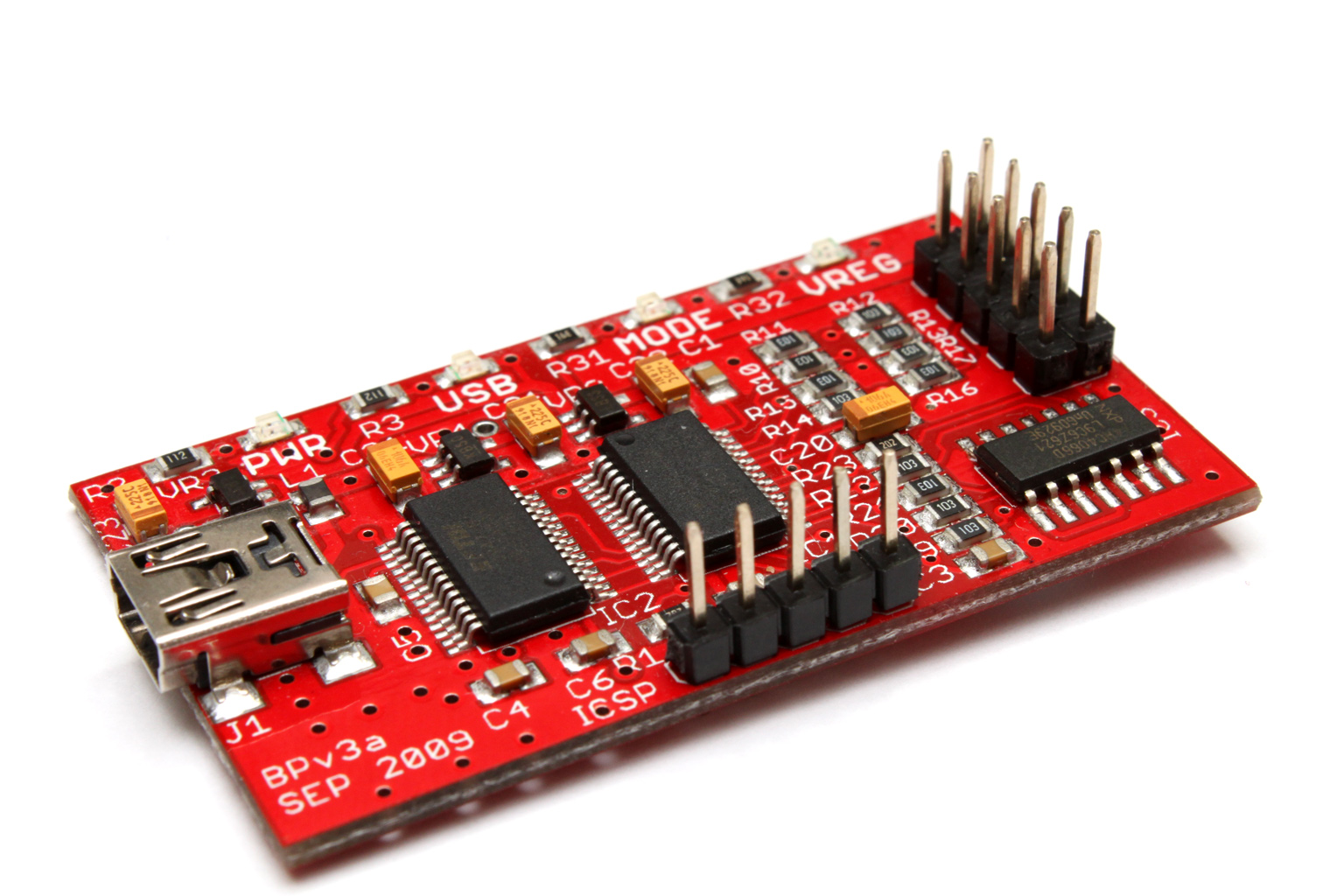

Bus Pirate es un dispositivo universal de interfaz de bus, diseñado para programar, depurar, y analizar datos de  microcontroladores y otros circuitos integrados. Está desarrollado como un hardware de fuente abierta y software de proyectos.

## Visión general
Bus Pirate se diseñó para depurar y analizar "chips nuevos o desconocidos". Usando Bus Pirate, un desarrollador puede usar una conexión terminal serial para comunicarse con un dispositivo, ya sea a través de protocolos de hardware SPI, I2C y 1-Cable.
Bus Pirate es capaz de programar microcontroladores  ltales como Atmel AVRs y Microchip PICs.  Los programa usando los más protocolos más avanzados como el JTAG o SWD si es posible, pero teniendo en cuenta limitaciones de velocidad de los dispositivos.
La versión de Bus Pirate v3.6 está basado en una MCU PIC24  SSOP), y se comunica con un ordenador anfitrión o con cualquier otro dispositivo a través de una interfaz USB por medio de un FT232RL (SSOP) o un módulo de USB en el propio chip.
El Bus Pirate fue diseñado por Ian Lesnet de PDangerous Prototypes
El Pirata de Autobús puede comunicar a través de los protocolos serial, con niveles de tensión de entre 0 a 5.5 voltios: 1-Cable, I²C, SPI, JTAG, serial asíncrono, y MIDI.
Pueda recibir entrada desde un teclado, y puede manejat un controlador LCD Hitachi HD44780
Otras características:
- UART
- Bibliotecas de 2 o 3 hilos con operación bit a bit sobre las patillas
- Punta de prueba de 0 – 6 volt
- Medidor de frecuencia de 1 Hz – 40 MHz.
- Generador de frecuencia de 1 kHz – 4 MHz PWM
- Resistencias limitadoras en la propia placa
- Alimentación en la propia placa de 3.3 voltio y 5 volt reinicialización por software
- Macros para operaciones comunes
- Analizador de paquetes(SPI, I²C)
- Un Cargador de arranque para facilitar actualizaciones de firmware
- Modo transparente USB  -> modo bus serie
- Compatible con el Analizador lógico SUMP de baja velocidad 10 Hz – 1 MHz
- Clonador AVR STK500, soportado por AVRDude.

|                      | Bus Pirate v3.6  | Bus Pirate v4.0       |
| Estado de desarrollo | Maduro           | Experimental          |
| Dimensiones (mm)     | 60×37            | 60×37                 |
| Microcontrolador PIC | PIC24FJ64GA002   | PIC24FJ256GB106       |
| Memoria Flash (kB)   | 64               | 256                   |
| SRAM (kB)            | 8                | 16                    |
| Pines E/S            | 5 (Conector 5×2) | 7 (Conector 6×2)      |
| Interface USB        | FTDI FT232RL     | Integrado en el PIC24 |

Los modelos de la versión v3.x usan un conector 5×2 para Cable flexible, mientras que la versión  v4.x usa un conector 6×2.
Las medidas de la placa de circuito se cambiaron a 60 mm x 37 mm de la versión v3.6 hacia  arriba  tpara hacerla coincidir con los agujeros pasantes de la caja DP6037.